# Jason White (football américain)
Jason White, né le 19 juin 1980 à Tuttle dans l'état de l'Oklahoma aux États-Unis, est un Américain, joueur universitaire de football américain ayant évolué au poste de quarterback.
En 2003, il remporte le Trophée Heisman alors qu'il joue pour les Sooners de l'Oklahoma évoluant en NCAA Div I FBS et représentants l'université de l'Oklahoma.
Malgré sa carrière universitaire, il n'a jamais été engagé par une franchise professionnelle et n'a donc jamais joué en National Football League (NFL)

## Biographie

### Carrière universitaire
En raison de graves blessures à répétition, Jason White ne dispute aucun championnat complet lors de ses premières années universitaires. Il ne dispute ainsi que trois matchs en 2000, sept matchs en 2001 et trois en 2002. 
Il joue enfin 14 matchs au cours de la saison 2003 et ses prestations (3846 yards gagnés sur passes avec 278 passes complétées sur 451 tentatives (61,6 %) pour 40 touchdowns et 10 interceptions) lui permettent de remporter le Trophée Heisman 2003. À la tête des Sooners, il perd la finale de la conférence Big 12 face aux Wildcats de Kansas State 7 à 35.
En 2004, Jason White joue treize matchs, accède à la finale nationale que les Sooners perdent 19 à 55 face aux Trojans d'USC. 
Il se présente à la draft 2005 de la NFL mais n'y est pas choisi. 
Malgré sa belle carrière universitaire, aucune franchise NFL ne désire le tester pendant les sept semaines ayant suivi la draft (free agency). Il devient ainsi le seul vainqueur du Trophée Heisman a échouer dans sa tentative de jouer au niveau professionnel et le troisième à ne pas avoir été sélectionné lors d'une draft après Peter Dawkins (celui-ci ayant chois une carrière militaire plutôt que de continuer dans le sport) et Charlie Ward (celui-ci ayant choisi d'être basketteur professionnel en NBA). Il passe finalement un essai chez les Chiefs de Kansas City qui ne l'engagent pas. Finalement, les Titans du Tennessee le signent comme agent libre non drafté en 2005 pour une période de deux ans mais White décide de ne pas essayer de jouer à cause de ses genoux qu'il estime trop faibles. White a ensuite manifesté un peu d'intérêt pour le coaching.

## Palmarès universitaire
- Vainqueur du Trophée Heisman : 2003[7] ;
- Finaliste du Trophée Heisman : 2004[8] ;
- Vainqueur du Davey O'Brien Award : 2003[1], 2004[9] ;
- Vainqueur du Maxwell Award : 2004[9] ;
- Vainqueur du Johnny Unitas Golden Arm Award : 2004[9] ;
- Meilleur joueur de l'année par l'Associated Press (AP) : 2003[1] ;
- Meilleur joueur de l'année par le Sporting News : 2003[1] ;
- Meilleur joueur offensif de la Conférence Big 12 : 2003[10], 2004[11] ;
- Sélectionné dans l'équipe-type All-American : 2003[1] ;
- Sélectionné dans l'équipe-type de la Conférence Big 12 : 2003, 2004 ;
- Finaliste de l'Orange Bowl (BCS National Championship Game) : 2004[2].